# Campionati europei di atletica leggera 2012 - 10000 metri piani maschili

## Podio
| #       | Atleta              | Nazionalità | Tempo    | Note |
| ------- | ------------------- | ----------- | -------- | ---- |
| Oro     | Polat Kemboi Arıkan | Turchia     | 28'22"27 |      |
| Argento | Daniele Meucci      | Italia      | 28'22"73 |      |
| Bronzo  | Yevgeniy Rybakov    | Russia      | 28'22"95 |      |

## Record
Prima di questa competizione, il record del mondo (RM), il record europeo (EU) ed il record dei campionati (RC) sono i seguenti:
| Record                | Tempo    | Atleta          | Luogo     | Data       |
| --------------------- | -------- | --------------- | --------- | ---------- |
| Record mondiale       | 26'17"53 | Kenenisa Bekele | Bruxelles | 26-08-2005 |
| Record europeo        | 26'46"57 | Mo Farah        | Eugene    | 03-06-2011 |
| Record dei campionati | 27'30"99 | Martti Vainio   | Praga     | 29-08-1978 |

## Programma
| Data           | Ora   | Turno  |
| -------------- | ----- | ------ |
| 30 giugno 2012 | 21:00 | Finale |

## Risultati

### Finale
Sabato 30 giugno, ore 21:00 CEST.

## Risultati

### Finale
| Pos     | Nome                | Nazionalità | Tempo    | Note |
| ------- | ------------------- | ----------- | -------- | ---- |
| Oro     | Polat Kemboi Arıkan | Turchia     | 28:22.27 |      |
| Argento | Daniele Meucci      | Italia      | 28:22.73 |      |
| Bronzo  | Yevgeniy Rybakov    | Russia      | 28:22.95 | SB   |
| 4       | Bashir Abdi         | Belgio      | 28:23.72 |      |
| 5       | Carles Castillejo   | Spagna      | 28:24.51 |      |
| 6       | Ayad Lamdassem      | Spagna      | 28:26.46 |      |
| 7       | Khalid Choukoud     | Paesi Bassi | 28:26.82 | PB   |
| 8       | Rui Pedro Silva     | Portogallo  | 28:31.16 | SB   |
| 9       | Keith Gerrard       | Regno Unito | 28:57.97 |      |
| 10      | Manuel Ángel Penas  | Spagna      | 29:02.01 |      |
| 11      | Koen Naert          | Belgio      | 29:02.08 |      |
| 12      | Stefano La Rosa     | Italia      | 29:02.53 |      |
| 13      | Abdi Nageeye        | Paesi Bassi | 29:05.12 |      |
| 14      | Adil Bouafif        | Svezia      | 29:07.31 |      |
| 15      | Mark Kenneally      | Irlanda     | 29:10.55 |      |
| 16      | Mats Lunders        | Belgio      | 29:16.46 |      |
| 17      | Denis Mayaud        | Francia     | 29:16.83 |      |
| 18      | Tasama Moogas       | Israele     | 29:22.03 |      |
| 19      | Ronald Schröer      | Paesi Bassi | 29:31.06 |      |
| 20      | Roman Romanenko     | Ucraina     | 29:32.57 |      |
| 21      | David Rooney        | Irlanda     | 29:57.82 | SB   |
| 22      | Jarkko Järvenpää    | Finlandia   | 30:59.63 |      |
|         | Mustafa Mohamed     | Svezia      | DNF      |      |
|         | Mykola Labovskyy    | Ucraina     | DNF      |      |
|         | Yousef El Kalai     | Portogallo  | DNF      |      |
|         | José Rocha          | Portogallo  | DNF      |      |

Legenda: SQ = squalificato; NF = ritirato.